# Gouvernement Segismundo Moret (2)
Le second gouvernement de Segismundo Moret est le  gouvernement du royaume d’Espagne en fonction entre le 30 novembre 1906 et le 4 décembre 1906, présidé par le libéral Segismundo Moret.

## Composition
| Portefeuille                                         | Titulaire(s),                       | Titulaire(s), |
| ---------------------------------------------------- | ----------------------------------- | ------------- |
| Président du Conseil des Ministres                   | Segismundo Moret y Prendergast      |               |
| Ministre de l'Intérieur                              | Benigno Quiroga y López Ballesteros |               |
| Ministre de l'Intérieur                              | Benigno Quiroga y López Ballesteros |               |
| Ministre d’État                                      | Juan Pérez Caballero y Ferrer       |               |
| Ministre de la Grâce et de la Justice                | Antonio Barroso y Castillo          |               |
| Ministre du Budget                                   | Eleuterio Delgado y Martín          |               |
| Ministre de Fomento                                  | Rafael Gasset Chinchilla            |               |
| Ministre de la Guerre                                | Agustín de Luque y Coca             |               |
| Ministre de la Marine                                | Santiago Alba Bonifaz               |               |
| Ministre de l’Instruction publique et des Beaux-arts | Pedro Rodríguez de la Borbolla      |               |